# HER2/neu

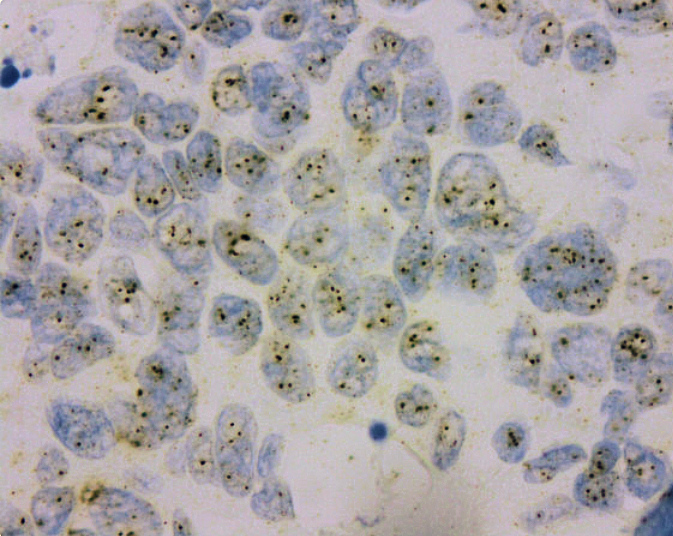
HER2 SISH demonstreert HER2-amplificatie bij borstkanker bij mannen.

Her2neu (ook bekend als ErbB-2, ERBB2) is de afkorting voor "Human Epidermal growth factor Receptor 2". Het is een eiwit dat borstkankers agressiever maakt. Het eiwit is een receptor voor een epidermale groeifactor.

## Functie
HER2neu is berucht voor zijn rol in de pathogenese van borstkanker. De receptor vormt eveneens een doel waarop farmacotherapie ingrijpt. HER2neu is een enzymgebonden receptor. Het geassocieerde enzym heeft tyrosinekinase-activiteit wat ervoor zorgt dat substraten gefosforyleerd worden (= een fosfaatgroep wordt toegevoegd aan het substraat). Deze fosforylering is belangrijk om het signaal te genereren dat leidt tot celgroei en -differentiatie. Het HER2-gen is gelokaliseerd op de lange arm van chromosoom 17 (17q11.2-q12) en is bekend als een proto-oncogen.

## Her2 en kanker
Ongeveer 15 à 20% van de borstkankers laten of een amplificatie zien van het Her2/neu gen of een overexpressie van het geassocieerde eiwit.
De overexpressie van deze receptor ging bij borstkanker voorheen gepaard met een slechtere prognose. Echter is de prognose van HER2-neu positieve borstkanker erg verbeterd omdat hierbij Trastuzumab (zie onderstaande paragraaf) kan worden gebruikt. 

Borstkankers worden omwille hiervan routinematig gecontroleerd op de overexpressie op HER2/neu. Daarnaast kan deze controle reeds een indicatie geven voor de te volgen therapie. Ook bij andere kankers, zoals ovariumkanker en maagkanker kan er overexpressie zijn van HER2/neu.
Het oncogen neu wordt zo genoemd omdat het ontdekt werd in neuroglioblastoomcellen van ratten. HER2 vertoont een analoge structuur als de humane epidermale groeifactorreceptor 1 (HER1), wat dan ook de naamgeving verklaart.

## Medicijnen
Het gehumaniseerd monoklonaal antilichaam trastuzumab (merknaam: Herceptin) grijpt op HER2/neu aan. Trastuzumab is enkel effectief bij gevallen van borstkanker waarbij er overexpressie is van de HER2/neu-receptor. Een van de werkingsmechanismen van traztuzumab is dat het na binding met de receptor de intracellulaire concentratie van het eiwit p27 verhoogt. Dit eiwit kan celproliferatie tegengaan.
De overexpressie van het gen HER2 kan onderdrukt worden door de amplificatie van andere genen en het gebruik van Herceptin.
Een ander medicijn dat aangrijpt op de HER2/neu-receptor is lapatinib. Lapatinib is een zogenaamd small molecule en is verkrijgbaar in tabletvorm. Het is geregistreerd in combinatie met capecitabine.
Een andere op de HER2Neu-receptor gerichte therapie is het monoklonaal antilichaam, pertuzumab, dat momenteel wordt onderzocht.
Op 13 december 2012 verleende EMA de Europese registratie onder de merknaam Perjeta®.